# GL Virginis
GL Virginis (GL Vir / GJ 1156 / G 12-30) es una estrella de magnitud aparente +13,79 en la constelación de Virgo.
Es una tenue enana roja, como más del 70 % de las estrellas situadas a menos de 10 pársecs del sistema solar; Ross 128 y Wolf 424 son ejemplos de enanas rojas en esta misma constelación.
Distante 21,3 años luz, GL Virginis tiene tipo espectral M5V y una temperatura aproximada de 3025 K.
Estrella muy tenue, su luminosidad visual es apenas una diezmilésima de la luminosidad solar; sin embargo, dado que una fracción importante de su radiación es emitida como luz infrarroja, su luminosidad bolométrica se incrementa hasta alcanzar el 0,5 % de la que tiene el Sol.
Su masa es de 0,14 masas solares y tiene un radio equivalente al 16 % del radio solar.
Dentro de su clase es un «rotor rápido», siendo su velocidad de rotación de al menos 17 km/s, lo que implica que tarda menos de medio día en completar un giro.
Es considerada una joven estrella de disco.
Al igual que Próxima Centauri, UV Ceti —prototipo del grupo— o la ya citada Ross 128, GL Virginis es una estrella fulgurante.
El sistema estelar conocido más cercano a GL Virginis es Gliese 486, a 6,4 años luz de distancia.